# 6408 Saijo
6408 Saijo eller 1992 UT5 är en asteroid i huvudbältet som upptäcktes den 28 oktober 1992 av de båda japanska astronomerna Kazuro Watanabe och Kin Endate vid Kitami-observatoriet. Den är uppkallad efter den japanska amatörastronomen Yoshihiro Saijo.
Asteroiden har en diameter på ungefär 11 kilometer och den tillhör asteroidgruppen Koronis.